# Dioscorea pubera
Dioscorea pubera là một loài thực vật có hoa trong họ Dioscoreaceae. Loài này được Blume mô tả khoa học đầu tiên năm 1827.